# Philipp Amthor
Philipp Amthor (ur. 10 listopada 1992 w Ueckermünde) – niemiecki polityk i prawnik, działacz Unii Chrześcijańsko-Demokratycznej (CDU), deputowany do Bundestagu, od 2025 parlamentarny sekretarz stanu w Federalnym Ministerstwie Cyfryzacji i Modernizacji Państwa.

## Życiorys
W 2011 roku zdał egzamin maturalny w Greifen-Gymnasium w Ueckermünde. Następnie w latach 2012–2017 studiował prawo na Uniwersytecie Ernsta Moritza Arndta w Greifswaldzie, uzyskując dyplom z wyróżnieniem. Był stypendystą Fundacji Konrada Adenauera.
W 2008 roku wstąpił do CDU. W latach 2012–2018 pełnił funkcję przewodniczącego Junge Union w powiecie Vorpommern-Greifswald, a od 2018 do 2022 roku był skarbnikiem Junge Union na szczeblu federalnym. W latach 2017–2022 kierował CDU w Ueckermünde, a od 2022 roku jest przewodniczącym CDU Meklemburgii-Pomorza Przedniego. Od 2017 roku pracował jako asystent naukowy na Uniwersytecie w Greifswaldzie oraz jako pracownik kancelarii prawnej w Berlinie. W tym samym roku rozpoczął studia doktoranckie i działalność publicystyczną w dziedzinie nauk prawnych.
W wyborach w 2017 roku po raz pierwszy uzyskał mandat posła do Bundestagu. W 2021 roku z powodzeniem ubiegał się o reelekcję, obejmując jednocześnie funkcję rzecznika CDU/CSU ds. organizacji państwa i modernizacji administracji oraz przewodniczącego grupy landowej CDU Meklemburgii-Pomorza Przedniego. W 2024 roku został sekretarzem generalnym CDU w tym landzie oraz członkiem zarządu federalnego partii jako pełnomocnik ds. członkostwa. W przedterminowych wyborach w 2025 roku ponownie uzyskał mandat poselski.
Jest również radnym powiatu Vorpommern-Greifswald oraz członkiem organizacji społecznych, m.in. Atlantik-Brücke i rady nadzorczej Sparkasse Uecker-Randow.